# Walter Glaß
Walter Glaß (* 16. Juni 1905 in Klingenthal; † 22. Juni 1981 ebenda) war ein deutscher Nordischer Kombinierer.

## Werdegang
Glaß war im Dezember 1926 u. a. neben Heinz Strischek, Erich Recknagel, Franz Thannheimer und Wilhelm Braun Teilnehmer des ersten olympischen Trainingskurses der deutschen Ski-Elite, der die Teilnehmer auf die Olympischen Spiele 1928 vorbereiten sollte. Dort machte er mit Sprungweiten um die 50 Meter auf sich aufmerksam. Er startete in der Nordischen Kombination bei den Olympischen Winterspielen 1928 in St. Moritz, bei der er den 15. Platz belegte. Auf der Hans-Heinz-Schanze in Johanngeorgenstadt stellte er 1929 einen neuen Schanzenrekord auf.
Am 1. November 1937 beantragte er die Aufnahme in die NSDAP und wurde zum 1. Dezember desselben Jahres aufgenommen (Mitgliedsnummer 6.022.355).